# Pico de Oro 1.ª Sección
Pico de Oro 1.ª Sección es una localidad del municipio de Huimanguillo ubicado en la subregión de la Chontalpa del estado mexicano de Tabasco.

## Geografía
La localidad de Pico de Oro 1.ª Sección se sitúa en las coordenadas geográficas 18°01′12″N 93°40′11″O / 18.020000, -93.669722, a una elevación de 9 metros sobre el nivel del mar.

## Demografía
Según el Conteo de Población y Vivienda 2020, efectuado por el Instituto Nacional de Estadística y Geografía, la localidad de Pico de Oro 1.ª Sección tiene 1,408 habitantes, de los cuales 695 son del sexo masculino y 713 del sexo femenino. Su tasa de fecundidad es de 2.68 hijos por mujer y tiene 372 viviendas particulares habitadas.
| Gráfica de evolución demográfica de Pico de Oro 1.ª Sección entre 1950 y 2020 |
|                                                                               |
| INEGI.                                                                        |